# Fritziana
Fritziana – rodzaj płazów bezogonowych z rodziny Hemiphractidae.

## Zasięg występowania
Rodzaj obejmuje gatunki występujące w górach i na przyległych nizinach południowo-wschodniej Brazylii od Espírito Santo do São Paulo.

## Systematyka

### Etymologia
- Coelonotus: gr. κοιλος koilos „wydrążony”[7]; -νωτος -nōtos „-tyły, -grzbiety”, od νωτον nōton „tył, grzbiet”[8]. Gatunek typowy: Coelonotus fissilis Miranda-Ribeiro, 1920 (młodszy homonim Coelonotus Peters, 1855 (Actinopterygii)).
- Fritzia: Fritz Müller (1821 lub 1822–1897), urodzony w Niemczech brazylijski przyrodnik, publikował również jako Johann Friedrich Theodor Müller i Müller-Desterro[4].
- Fritziana: jak Fritzia. Prawdopodobnie jako nazwa zastępcza dla Fritzia Miranda-Ribeiro, 1920 (młodszy homonim Fitzia Cambridge, 1879 (Arachnida)).
- Nototheca: gr. νωτον nōton „tył, grzbiet”[8]; θηκη thēkē „grób” (tj. otwór, dziura)[9]. Nazwa zastępcza dla Coelonotus Miranda-Ribeiro, 1920.

### Podział systematyczny
Do rodzaju należą następujące gatunki:
- Fritziana fissilis (Miranda-Ribeiro, 1920)
- Fritziana goeldii (Boulenger, 1895) – tragarz miskowaty[10]
- Fritziana izecksohni Folly, Hepp & Carvalho-e-Silva, 2018
- Fritziana mitus Walker, Wachlevski, Nogueira da Costa, Nogueira-Costa, Garcia & Haddad, 2018
- Fritziana ohausi (Wandolleck, 1907)
- Fritziana tonimi Walker, Gasparini & Haddad, 2016
- Fritziana ulei (Miranda-Ribeiro, 1926)